# Representações culturais de Eduardo I da Inglaterra
Eduardo I da Inglaterra foi mostrado na cultura popular muitas vezes.

## Literatura
A vida de Eduardo foi dramatizada na Crônica Famosa do Rei Eduardo o Primeiro, uma peça teatral renascentista de George Peele.
Eduardo I foi frequentemente mostrado em ficções históricas escritas nas épocas vitoriana e eduardiana. Os romances com Edward desse período incluem Verdades e Ficções da Idade Média (1837), de Francis Palgrave, o romance de Robin Hood da GPR James, Forest Days; ou Robin Hood (1843), The Lord of Dynevor: A Tale of the Times of Edward the First (1892) por Evelyn Everett-Green, Simon de Montfort; ou, O terceiro cerco do Castelo de Rochester por Edwin Harris (1902) e o escudeiro de De Montfort. Uma história da batalha de Lewes pelo Reverendo Frederick Harrison (1909)  O Príncipe e a Página: Uma História da Última Cruzada (1866) por Charlotte Mary Yonge, é sobre o envolvimento de Eduardo na Nona Cruzada e mostra Eduardo tão cavalheiresco e corajoso.
A peça The King's Jewery (1927), de Halcott Glover, trata da relação de Eduardo com a comunidade judaica da Inglaterra. The Baron's Hostage (1952), de Geoffrey Trease, descreve Eduardo como um jovem, e mostra Eduardo participando da Batalha de Evesham.
Eduardo é mostrado de maneira nada lisonjeira em muitos romances com um cenário contemporâneo, incluindo o quarteto Brothers of Gwynedd de Edith Pargeter, onde Eduardo é descrito como o antagonista dos heróis galeses do romance. Eduardo I também aparece em The Reckoning and Falls the Shadow de Sharon Penman, The Wallace e The Bruce Trilogy de Nigel Tranter e a trilogia Brethren de Robyn Young, um relato fictício de Eduardo e seu envolvimento com uma organização secreta dentro dos Cavaleiros Templários. Nos romances históricos de mistério de Hugh Corbett, de Paul C. Doherty, o herói titular é contratado por Eduardo I para solucionar crimes.
A balada do poeta húngaro Janos Arany Os Bardos de Gales reconta a lenda dos 500 bardos galeses, que foram queimados na fogueira pelo rei Eduardo I da Inglaterra por se recusarem a cantar seus louvores durante um banquete no Castelo de Montgomery, Depois da conquista de Plantageneta de País de Gales.
O poema pretendia ser um ataque velado contra o imperador Franz Joseph e o czar Nicolau I da Rússia por seus papéis na derrota da Revolução Húngara de 1848 e pelas políticas repressivas no Reino da Hungria que se seguiram ao fim do levante.

## Cinema e televisão
- Eduardo I também foi retratado por Michael Rennie no filme The Black Rose, de 1950, baseado no romance de Thomas B. Costain.

- Eduardo foi retratado por Patrick McGoohan como um tirano psicopata no filme Coração Valente de 1995, no qual ele é erroneamente referido como um ' pagão '. O abuso físico e mental do rei Eduardo contra seu filho e herdeiro diante de toda a corte, porém, é em grande parte retratado com precisão.
- Eduardo foi interpretado, como um idealista que busca unir Normandos e Saxões em seu reino, por Brian Blessed, no filme de 1996 The Bruce.
- Eduardo foi interpretado por Donald Sumpter na comédia dramática da BBC de 2008, Heist.
- Mais recentemente, ele foi interpretado por Stephen Dillane no filme Outlaw King de 2018 da Netflix.
- Eduardo I serviu de inspiração para Tywin Lannister na série de televisão da HBO Game of Thrones.

## Vídeo games
Eduardo é mostrado como o principal antagonista nas cenas da campanha tutorial do videogame Age of Empires II de 1999: The Age of Kings. Ele deve ser o protagonista de sua própria campanha na expansão da Age of Empires II: Definitive Edition Lords of the West.